# Wuxue Shi (häradshuvudort i Kina, Hubei Sheng, lat 29,92, long 115,41)
Wuxue Shi är en häradshuvudort i Kina. Den ligger i provinsen Hubei, i den centrala delen av landet, omkring 130 kilometer sydost om provinshuvudstaden Wuhan. Antalet invånare är 644 247. Befolkningen består av 307 175 kvinnor och 337 072 män. Barn under 15 år utgör 19,0 %, vuxna 15-64 år 70 %, och äldre över 65 år 9,0 %.
Runt Wuxue Shi är det tätbefolkat, med 356 invånare per kvadratkilometer. Wuxue Shi är det största samhället i trakten. Trakten runt Wuxue Shi består huvudsakligen av våtmarker.
Genomsnittlig årsnederbörd är 2 084 millimeter. Den regnigaste månaden är maj, med i genomsnitt 332 mm nederbörd, och den torraste är januari, med 56 mm nederbörd.